# Герсдорф (Хемниц)
Герсдорф  (нем. Gersdorf) — община в Германии, в земле Саксония. Подчиняется административному округу Хемниц. Входит в состав района Цвиккау. Население составляет 4247 человек (на 31 декабря 2010 года). Занимает площадь 9,70 км².